# Tibétains dans les écoles des minorités chinoises
Pour les articles homonymes, voir Tibétain (homonymie).
Cet article traite de la présence et de la condition des Tibétains dans les écoles des minorités chinoises.
Après la signature de l'accord en 17 points sur la libération pacifique du Tibet, en 1951, le gouvernement chinois créa, dans les provinces de l'intérieur, des écoles ou instituts des minorités nationales, du niveau du collège, chargés de la formation des cadres tibétains en Chine. Des enfants tibétains furent accueillis dans ces écoles pendant la décennie 1950-1960. Selon des sources tibétaines exilées et des sources occidentales, un certain nombre furent déportés.
Au milieu des années 1980, le gouvernement central demanda à 19 provinces de créer des écoles ou des classes tibétaines sur leur territoire à l'intention d'élèves tibétains. Trois écoles furent établies, à Pékin, Chongqing (Sichuan) et Lanzhou (Gansu). Des classes tibétaines (dans des écoles secondaires locales) furent créées dans d'autres provinces. En 1986, 1987 et 1988, il y avait respectivement 1 277, 1 400 et 1 150 élèves venant du Tibet dans ces écoles et classes. En 1997, le chiffre était de 7 000 élèves tibétains. Au sortir de ces écoles, certains élèves rentrèrent au Tibet, d'autres entamèrent des études supérieures ou prirent une occupation professionnelle dans d'autres provinces.
Au début du XXIe siècle, les places dans les écoles des minorités ou instituts des nationalités sont très convoitées par les Tibétains (enfants comme parents), car on y enseigne des matières non proposées au Tibet (langue et grammaire tibétaines classiques, histoire tibétaine ancienne et moderne, bouddhisme et Bön). De plus, le diplôme obtenu est la garantie d'un emploi.

## Ancêtres des écoles des minorités
Les premières classes tibétaines en région Han remontent à la période de l'empereur Guangxu de la dynastie Qing. L'académie mandchoue-mongole de Pékin ouvrit sa première classe tibétaine en 1908. L'amban à Lhassa était chargé de trouver des postulants tibétains. Le gouvernement Qing prenait à sa charge les frais de scolarité et les dépenses quotidiennes des élèves.
Sous la république de Chine (1911-1949), une école mongole-tibétaine fut créée dans les années 1920 avec comme recrutement des élèves mongols ou tibétains.
En 1933, l'école mongole-tibétaine de Nankin vit le jour grâce au soutien du 9e panchen lama. Les élèves venaient du Qinghai ou du Sichuan occidental.

## Tibétains à l'institut des nationalités de Pékin (années 1950)
Selon Aten, un Tibétain originaire du Kham, en 1951, les Chinois décrétèrent que chaque district devait envoyer au moins 50 jeunes garçons et filles étudier en Chine, ce qui souleva de nombreuses protestations des familles. Les Tibétains, mais les autres « minorités nationales  » telles que les Mongols, les Ouïghours, et les Lolos, y étaient tenus. La plus grande école des minorités chinoises se trouvaient à Pékin, et de taille aussi importante se trouvait à Chengdu, et une autre avait été ouverte à Dartsedo. Aten qui rejoignit l'école du sud-ouest pour les minorités nationales située dans les faubourgs de Chengdu en 1955 précise qu'elle comptait environ 3 000 enfants, dont 800 à 1 000 Tibétains, des Lolos et des aborigènes de regions méridionales de la frontière sino-tibétaine. 
En 1951, 600 enfants provenant de familles tibétaines aisées furent envoyés à l'Institut central des nationalités à Pékin pour y être formés comme cadres et enseignants.
Shiwo Lobsang Dhargye, ancien fonctionnaire tibétain du gouvernement tibétain qui s'est exilé en Inde en 1985, indique qu'au début des années 1950, les Chinois incitaient les familles tibétaines à envoyer leurs enfants étudier en Chine dans les écoles pour les minorités, mais très peu de familles y étaient favorables. Les premiers enfants à intégrer les écoles de Pékin étaient issus de familles aristocratiques et marchandes. Mais en 1957 la campagne des cent fleurs venait de commencer, les enfants tibétains « faisant naïvement confiance à l'esprit du temps soulevaient des objections sur la politique du Parti et les raisons de l'occupation chinoise », devant ces critiques tous furent renvoyés à Lhassa ».

### Accusations de déportation d'enfants (1959)
Le génocide a été juridiquement redéfini dans la Convention pour la prévention et la répression du crime de génocide, adoptée par l'assemblée générale des Nations unies le 9 décembre 1948. La Convention définit précisément à quoi correspond le crime de génocide dans son article 2:
« Dans la présente Convention, le génocide s'entend de l'un quelconque des actes ci-après, commis dans l'intention de détruire, ou tout ou en partie, un groupe national, ethnique, racial ou religieux, un des critères étant le transfert forcé d'enfants du groupe à un autre groupe. »
Tout en appelant à une enquête, le rapport de la Commission internationale de juristes de 1959, citant un article publié le 1er janvier 1959 dans le Daily Mail sous la plume de Noel Barber, souligne le fait que la déportation de 20 000 enfants tibétains dont la Chine est accusée, constitue une infraction directe de l’article IIe de la Convention pour la prévention et la répression du crime de génocide.
Pourtant, dans son rapport définitif (1960), la CIJ a estimé qu'il n'y avait pas suffisamment de preuves de la destruction des Tibétains en tant que race, nation ou groupe ethnique par des méthodes susceptibles d'être considérées comme relevant du génocide selon le droit international.
En 1995, deux sénateurs, MM. Verreycken et Raes, proposèrent au Sénat belge d'instaurer une journée en mémoire des différents génocides, dont celui perpétré, selon eux, « par les communistes chinois contre les Tibétains » en indiquant : « Dès 1951 déjà, des enfants furent transportés manu militari en Chine pour y être « rééduqués ». À Kham (un exemple parmi de nombreux autres), 84 enfants âgés de moins d'un an furent déportés. Quinze parents qui protestaient furent noyés dans une rivière par des militaires chinois ».

### Conditions du transfert des enfants tibétains
Après le départ en exil du 14e dalaï-lama Tenzin Gyatso, en mars 1959, le gouvernement tibétain est officiellement dissous par les autorités chinoises le 28 mars 1959. Les Tibétains forment un gouvernement provisoire clandestin le 9 avril suivant. Claude B. Levenson indique qu'une des premières proclamations de ce gouvernement provisoire accuse les autorités chinoises « d'avoir enlevé des milliers d'enfants et d'adolescents tibétains conduits en Chine en vue de les endoctriner afin d'en faire des valets dociles de sa politique de colonisation ».
La commission internationale de juristes, une association financée de 1952 à 1967 par la CIA en tant qu'instrument de la guerre froide,, affirme dans son rapport de 1959 sur le Tibet que « Les nourrissons étaient tous retirés à leurs parents en présence d'un médecin chinois, puis remis à des nourrices. Pour se justifier quand ils enlevaient les enfants à leurs parents, les Chinois racontaient ou bien qu'ils allaient les instruire, ou bien que ces enfants gênaient leurs parents ».
Un texte mis en ligne par le linguiste québécois Jacques Leclerc, indique deux raisons à ce déplacement d'enfants ; d'une part ils devaient recevoir une éducation politique et d'autre part être initiés à la culture Han.
« des milliers d'enfants furent arrachés à leur famille pour recevoir en Chine une éducation marxiste-léniniste . »
« Enfin, une autre forme de la politique d'immigration consistait à déporter de jeunes enfants issus des minorités nationales vers la région de Pékin en vue de les initier à la culture han. Cette dernière mesure fut inégalement appliquée parce qu'elle provoquait la révolte chez les minoritaires, notamment les Tibétains, qui ne semblaient pas comprendre les « bienfaits » de l'éducation Han. »

## L'école pour la minorité tibétaine de Xi'an
Selon Shiwo Lobsang Dhargye, les Chinois, après avoir recruté des enfants de familles riches, décidèrent de recruter des enfants dans les classes les plus pauvres. C'est à Xi'an, la capitale de la province du Shaanxi, que s'ouvrit l'école des minorités pour les enfants tibétains. Cet établissement restera le plus important de Chine jusqu'à la rénovation de celui de Pékin dans les années 1970.
Shiwo Lobsang Dhargye affirme que « les étudiants de Xian, sans expérience scolaire et sans aptitude particulière à l'apprentissage, dépassaient rarement le stade de l'endoctrinement ».

## Objectifs

### Éducation communiste
En 1967, le « Comité juridique d'enquête sur la question du Tibet » affirme que des enfants tibétains ont été déportés dans des centres chinois de formation marxiste et athée afin de les soustraire à toute éducation religieuse.
Selon Laurent Deshayes, après avoir sollicité les familles afin d'envoyer leurs enfants étudier à Pékin, la RPC « impose l'envoi d'enfants à Pékin où ils recevront une éducation communiste ».
Jean Dif, qui a visité le Tibet, évoque « la déportation d'enfants tibétains dans la région de Pékin, en vue de les initier à la culture Han ».
La tibétologue Françoise Pommaret affirme que les enfants tibétains sont envoyés en Chine pour « y étudier et y être endoctrinés ». Certains reviendront en espérant accéder à des postes de responsabilité. En réalité, ajoute-t-elle, ils seront en général expédiés dans des contrées reculées pour « gagner une expérience révolutionnaire », et ils y resteront confinés jusqu'au début des années 1970.

### Formation des nouveaux cadres tibétains
Itim Kalovski, dans son article « Le vrai visage du Dalai-Lama », indique que les forces révisionnistes opposées à Mao Zedong à l'intérieur du parti communiste chinois, considéraient que les étudiants tibétains des instituts des minorités nationales devaient être formés pour devenir non pas des dirigeants révolutionnaires mais de simples administrateurs.
Raidi, qui fut président du Comité permanent de l'Assemblée populaire de la Région autonome du Tibet, fit partie, en 1959, du premier groupe de Tibétains à aller suivre quatre années d'études à Pékin. Il eut l'occasion, avec ses camarades, d'y rencontrer le président Mao Zedong.

## Les cadets tibétains et la résistance
Dans un livre paru en 1972, Michel Peissel affirme que dans l'augmentation du contrôle militaire qui suivit le soulèvement tibétain de 1959, les autorités envoyèrent des unités de chocs de l'armée chinoise et des experts en guerre subversive accompagnés de jeunes « cadets » tibétains formés dans des écoles doctrinaires de Chine. Il note qu'Anna Louise Strong rapporte qu'en mai 1959 3 400 étudiants tibétains prochinois furent envoyés au Tibet en même temps que 550 cadres tibétains et fonctionnaires civils. Il s'agissait, selon Peissel, d'une partie des 15 000 enfants arrachés de force à leurs parents, renvoyés au Tibet dans le but d'aider la Chine dans sa lutte contre la résistance tibétaine.
Selon Michel Peissel, entre 1950 et 1959, 15 000 enfants furent déportés en Chine où ils reçurent une éducation. Nombre d'entre eux seraient cependant devenus ultérieurement des chefs de la guérilla tibétaine.

## Les écoles des minorités sous la révolution culturelle (1966-1976)

### L'origine des gardes-rouges tibétains
Le tibétologue Gilles Van Grasdorff évoque le rôle des enfants tibétains déplacés lors des évènements de la révolution culturelle au Tibet : « Les enfants enlevés entre 1951 et 1955 ont été éduqués au communisme maoïste. Certains étaient parmi le million de gardes rouges sur la place Tian'anmen le 18 août 1966. Ce sont ces jeunes tibétains qui investiront Lhassa quelques semaines plus tard ».
Selon l'intellectuel et écrivain chinois Wang Lixiong, la majorité des gardes-rouges qui parvinrent dans la Région autonome du Tibet étaient « des étudiants tibétains revenant des universités chinoises ».
Pour la journaliste  Dorothy Stein, alors qu'il y a des preuves montrant qu'une bonne partie des destructions subies par les institutions religieuses pendant la révolution culturelle est en réalité l'œuvre de gardes-rouges d'ethnie tibétaine, on en fait depuis porter le chapeau aux Chinois tandis que se renforce la tendance des Tibétains et de leurs sympathisants pro-nationalistes à voir les choses uniquement en termes d'opposition ethnique.
L'historien Tsering Shakya indique que les gardes-rouges « sentaient que le Tibet et les Tibétains devaient être « révolutionnarisés » et se voyaient eux-mêmes comme des révolutionnaires avancés venus à l'aide d'élèves attardés dans une région sous-développée » et eurent un effet dévastateur sur la culture tibétaine.
Tenzin Choedrak, médecin personnel du 14e Dalai Lama, emprisonné pendant 17 ans dans les prisons du Tibet,, indique que « dès septembre 1966, à Lhassa comme dans les autres camps du Tibet, les gardes-rouges étaient tous des Tibétains. Ils parlaient parfaitement le chinois, mais tous comprenaient notre langue. Chaque après-midi, ils nous imposaient la lecture des journaux de propagande ».

## Les écoles et classes tibétaines dans les années 1980-1990
De nouveau, au milieu des années 1980, des écoles et des classes tibétaines furent créées dans les provinces intérieures. A. S. Bhalla et Mark Brenner évoquent à leur propos le rôle des conditions climatiques et démographiques. Tout d'abord, la densité de population, de l'ordre de 1,6 habitant par kilomètre carré en 1982, était 60 fois moins élevée que la moyenne nationale. Il était donc difficile de fournir des installations scolaires et une infrastructure éducative adéquates avec une densité de population aussi faible. Ensuite, le Tibet est à 4 000 m au-dessus du niveau de la mer et la température moyenne annuelle est inférieure à 0 °C. La faible pression et la raréfaction de l'oxygène ne permettent pas à des gens venant d'autres régions que le Tibet d'y rester très longtemps, ce qui réduisait les possibilités de faire venir le grand nombre d'enseignants requis pour instaurer une éducation moderne. Selon A. S. Bhalla et Mark Brenner, ces conditions difficiles ont amené, au milieu des années 1980, le gouvernement chinois à demander à 19 provinces de créer des écoles ou des classes tibétaines sur leur territoire à l'intention d'élèves tibétains. Trois écoles furent établies, à Pékin, Chongqing (Sichuan) et Lanzhou (Gansu). Des classes tibétaines (dans des écoles secondaires locales) furent créées dans d'autres provinces. En 1986, 1987 et 1988, il y avait respectivement 1 277, 1 400 et 1 150 élèves venant du Tibet dans ces écoles et classes. En 1997, le chiffre était de 7 000 élèves tibétains. Au sortir de ces écoles, certains élèves rentraient au Tibet, d'autres entamaient des études supérieures ou prenaient une occupation professionnelle dans d'autres provinces. Le nombre d'ouvertures d'écoles en langue tibétaine augmenta encore à partir de la fin des années 1980. Des recherches de terrain menées par le chercheur J. L. Upton ont montré que, contrairement aux affirmations de l'Occident et des exilés tibétains, une bonne partie du contenu des manuels de ces écoles était tirée de sources tibétaines et traitait de la vie culturelle tibétaine au sens large
Si les écoles des minorités font l'objet d'un engouement de la part des parents, c'est que ces établissements ont des installations et des professeurs de meilleure qualité que ceux du Tibet. Qangngoiba Doje Ngoizhub qui tient ces propos, ajoute que les élèves de ces écoles peuvent poursuivre leurs études dans des régions économiquement développées du pays s'ils ont de bons résultats. Ils ont aussi la possibilité de rejoindre un lycée technique au Tibet même. En raison de la forte demande pour les collèges des minorités, il a fallu toutefois instaurer un examen d'entrée.

## Les «instituts pour les nationalités» au début duXXIesiècle
Dans son livre Commoners and nobles. Hereditary divisions in Tibet publié en 2005, la tibétologue Heidi Fjeld évoque la perdurance et la vogue de ces écoles, qu'elle appelle « instituts pour les nationalités ». Ces instituts se trouvent dans les provinces de Chine en dehors de la région autonome du Tibet. La possibilité d'aller y étudier est proposée aux élèves du primaire ayant de bons résultats ou dont la famille a des relations. Ces places sont très convoitées par les Tibétains, tant les enfants que les parents, car ces instituts pour les nationalités enseignent des matières non proposées au Tibet. Au nombre de celles-ci, la langue et la grammaire tibétaines classiques, l'histoire tibétaine (ancienne et moderne) et la religion (le bouddhisme et le Bön). De plus, le diplôme obtenu est la garantie d'un emploi. Les instituts situés dans la Chine intérieure auraient toutefois moins de succès auprès des habitants de Lhassa que ceux du Kham et de l'Amdo.

## À voir